# Arundel Hill (Kohinggo)
Der Arundel Hill ist eine Anhöhe auf der Insel Kohinggo im pazifischen Inselstaat Salomonen.

## Geographie
Der Berg liegt im Süden der Insel, in der Nähe des Round Hill. Die beiden Hügel bilden die einzigen nennenswerten Erhebungen der Insel.